# Wheels of Steel
Wheels of Steel è il secondo album del gruppo britannico Saxon, pubblicato nel 1980 dall'etichetta discografica Carrere Records.

## Il disco
Composto nel gennaio del 1980 nel granaio di una fattoria del Galles di proprietà di un ex membro degli Hawkwind e registrato il mese successivo nei Ramport Studios (in cui effettuavano le registrazioni i The Who), Wheels of Steel estremizza tutti gli elementi più duri dell'album precedente, lasciando da parte i tratti più melodici.
Il disco, influenzato dai Motörhead (al cui membro Eddie Clarke è dedicata See the Light Shining), riscosse un successo tale da proiettarlo in cima alle classifiche, in cui gareggiò in un testa a testa con British Steel dei Judas Priest. Wheels of Steel è stato inoltre ripubblicato nel 1997 assieme a Strong Arm of the Law con delle tracce bonus.

## Tracce
Testi e musiche di Biff Byford, Paul Quinn, Graham Oliver, Steve Dawson, Pete Gill.
1. Motorcycle Man – 3:56
2. Stand Up and Be Counted – 3:09
3. 747 (Strangers in the Night) – 4:58
4. Wheels of Steel – 5:58
5. Freeway Mad – 2:41
6. See the Light Shining – 4:55
7. Street Fightning Gang – 3:12
8. Suzie Hold On – 4:34
9. Machine Gun – 5:23

### Tracce bonus
Elenco delle tracce bonus incluse nella ripubblicazione dell'album del 1997.
1. Judgement Day (live) – 5:38
2. Wheels of Steel (7" version) – 4:30
3. See the Light Shining (live) – 5:31
4. Wheels of Steel (live) – 9:27
5. 747 (Strangers in the Night) (live) – 4:56
6. Stallions of the Highway (live) – 3:18

## Formazione
- Biff Byford - voce
- Paul Quinn - chitarra
- Graham Oliver - chitarra
- Steve Dawson - basso
- Pete Gill - batteria